# Petras Plumpa
Petras Plumpa (* 6. Januar 1939 in Ratkūnai bei Suvainiškis, Rajongemeinde Rokiškis) ist ein litauischer Dissident und Publizist.

## Leben
Ab 1954 nahm Plumpa an der antisowjetischen Organisation an der Mittelschule in Pandėlys teil. Er war Mitarbeiter der Zeitung „Laisvės balsas“ und schrieb einen Roman mit dem Titel „Kruvina pašvaistė“ über Partisanen. Am 16. Februar 1958 hängte er am Turm im Kraftwerk Petrašiūnai die litauische Fahne auf. Er war Mitgründer der Organisation „Laisvę Lietuvai“. 1958 wurde er festgenommen, verurteilt und nach Mordowien vertrieben, wo er in Lagern arbeitete. 
Ab 1965 arbeitete er im Kolchos in Litauen, danach als Sanitärtechniker in Vilnius und ab 1968 in Kaunas. Ab 1969 lebte er illegal mit dem Familiennamen Pluiras. 1972 begann er mit dem Priester Sigitas Tamkevičius, die „Chronik der Litauischen Katholischen Kirche“ zu verlegen. 1974 wurde er zu einer Strafe von sieben Jahren verurteilt. 
Ab 1992 arbeitete er beim Departement für Staatssicherheit der Republik Litauen als Generaldirektor. Von 1993 bis 2001 war er Berater zu Religionsfragen der Regierung Litauens.

## Auszeichnungen
- 1999: Orden des Vytis-Kreuzes: Kommandeurskreuz
- 2023: Freiheitspreis Litauens